# Fuveau
Fuveau is een gemeente in het Franse departement Bouches-du-Rhône (regio Provence-Alpes-Côte d'Azur). De plaats maakt deel uit van het arrondissement Aix-en-Provence. Fuveau telde op 1 januari 2022 10.235 inwoners.

## Geografie
De oppervlakte van Fuveau bedroeg op 1 januari 2022 30,02 vierkante kilometer; de bevolkingsdichtheid was toen 340,9 inwoners per km².
De onderstaande kaart toont de ligging van Fuveau met de belangrijkste infrastructuur en aangrenzende gemeenten.

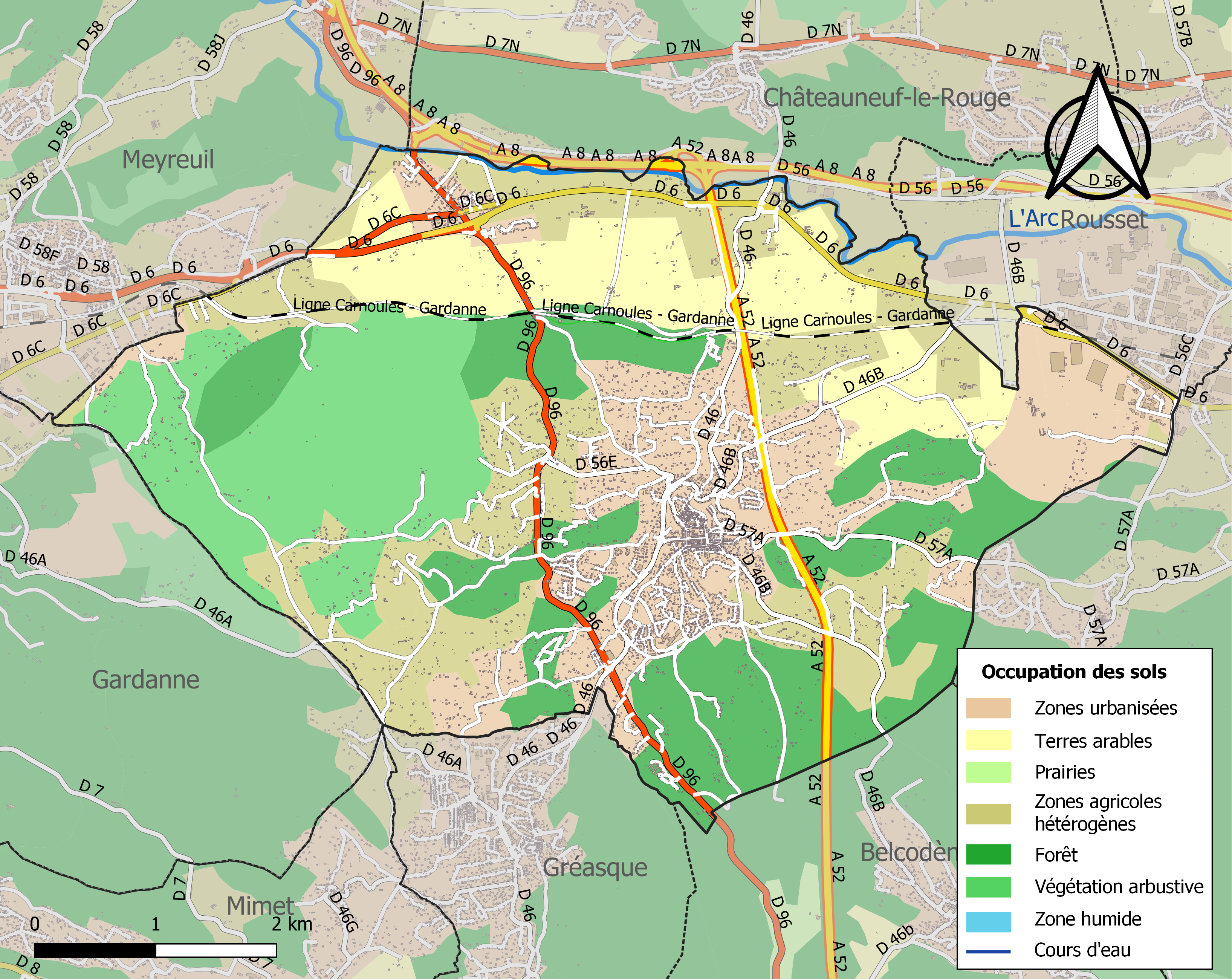

## Demografie
Onderstaande figuur toont het verloop van het inwonertal (bron: INSEE-tellingen).
Vanwege een beveiligingsprobleem met de MediaWiki Graph-software is het momenteel niet mogelijk deze grafiek weer te geven. Zodra de software is bijgewerkt zal de grafiek vanzelf weer zichtbaar worden.